# Janek Rubeš
Janek Rubeš, vlastním jménem Jan Rubeš (* 24. prosince 1987 Praha) je český reportér, dokumentarista, youtuber, režisér a moderátor; podle svých slov „kluk, který natáčí videa“. Proslavil se investigativními videi a reportážemi, ve kterých odhaluje podvodníky či turistické pasti v Praze i dalších městech.
Časopisem Forbes byl v roce 2016 zařazen do žebříčku 30 pod 30, který označuje 30 nejtalentovanějších lidí v Česku, kteří ještě nedosáhli věku 30 let. V roce 2017 získal cenu Osobnost roku v rámci cen Křišťálová lupa. Za rok 2018 získal za odvážnou investigativní žurnalistiku a odhalování tzv. šmejdů ocenění Novinářská křepelka v rámci Ceny K. H. Borovského. Roku 2024 získal spolu s Honzíkem Mikulkou (Kluci z Prahy) ocenění Křišťálová lupa za On-line video.

## Život
Rubeš studoval na Filmové akademii Miroslava Ondříčka v Písku (2008) a následně na Univerzitě Tomáše Bati ve Zlíně (2011–2014). Jeho otec Jan Rubeš (* 1955 Plzeň), synovec česko-kanadského operního zpěváka a herce Jana Ladislava Rubeše (1920–2009), je známý pro letité působení v televizní tvorbě. Matka Alena Ortenová (rozená Karešová, * 1954 Praha) byla produkční Dramatické redakce Československé televize a je expertkou na diskriminace a menšiny. Sestrou Janka Rubeše je fotografka Alžběta Rubešová, uměleckým jménem Bet Orten. Jeho praprastrýcem byl básník Jiří Orten.[zdroj?]

## Kariéra
Dráhu profesionálního tvůrce odstartoval v roce 2006 coby člen dua Noisebrothers, společně s kamarádem Jindrou Malíkem jako první[zdroj?] v Česku začali natáčet virální videa. Jeho jméno je spjato s tehdy vznikající internetovou televizí Stream.cz, pro kterou v průběhu let vytvořil řadu úspěšných pořadů, mezi které patří Jak na to, NBN, Život v luxusu, Město podvodů?, nebo Praha vs. prachy. V posledně jmenované sérii reportáží zachytil českou metropoli jako město organizovaného zločinu. Podařilo se mu zdokumentovat tváře i finty taxikářů účtujících si za kilometr až desetinásobek ceny, výpovědi šokovaných turistů i člověka, který nelegálnímu byznysu čtvrt století velí, a díky tomu dát věci do pohybu.
Za své počínání si vysloužil uznání odborné poroty, složené z významných osobností podnikatelského, mediálního a internetového světa, která mu v 10. ročníku Cen českého Internetu udělila Křišťálovou lupu za obsahovou inspiraci.[zdroj?] Aby naplnil své poslání varovat zahraniční návštěvníky, dočkal se pořad také anglické verze Prague vs. Crooks, která je k vidění na mezinárodním kanále Stream International na YouTube (nyní kanál pozdějšího Rubešova pořadu Honest Guide). Jako kameraman je podepsán pod pořadem Gebrian versus nebo Jídlo s.r.o. V roce 2016 byl hostem ve vysílání DVTV a talk show 7 pádů Honzy Dědka.
V září 2018 Rubeš po desetiletém působení opustil platformu Stream.cz. Společně s kolegou Honzou Mikulkou a jejich pořadem Honest Guide se přesunul pod křídla tehdy rozvíjející se redakce projektu Seznam Zprávy, stále však pod záštitou internetové jedničky Seznam.cz. V Seznam Zprávách spolupracují mimo jiných i s populárním komentátorem Jindřichem Šídlem. Po dobu existence pořadu V centru (2018–2019), spadajícího pod Televizi Seznam, byl jedním z jeho moderátorů. Koncept tohoto pořadu také sám vymyslel. Do konce září 2020 natáčel videa na portálu Stream.cz, kde měl necelých pět tisíc odběratelů. V listopadu 2020 společně s jeho “parťákem” a kameramanem Honzou Mikulkou opustil redakci Seznam.cz a plně se soustředil na jejich nový český kanál, Kluci z Prahy.
V roce 2025 na něj podala žalobu majitelka jedné z restaurací, o které Rubeš natáčel.

### Honest Guide
Další Rubešův pořad Honest Guide, na kterém spolupracuje s kameramanem Honzou Mikulkou, upozorňuje na turistické nástrahy hlavního města Česka a především uvádí méně známé tipy a doporučení. Pořad vzniká v české verzi pro youtubový kanál Kluci z Prahy, který má přes 620 tisíc odběratelů a dříve i pro Seznam Zprávy, v anglické verzi pro youtubový kanál Honest Guide, který má okolo 1,65 milionu odběratelů. Anglickou verzi navíc doplňují cizojazyčné titulky, např. v korejštině, italštině, španělštině a portugalštině.
I za Honest Guide (tehdy ještě Prague Guide), mimo jiné varující návštěvníky Prahy před nevýhodnými směnnými kurzy, jež nabízí směnárny v centru města, získala tvůrčí dvojice nominaci odborné poroty na Cenu českého Internetu Křišťálová Lupa 2016 v kategorii Globální projekty českých tvůrců. Mezinárodní přesah jeho tvorby potvrzují svým zájmem zahraniční turisté. Díl pořadu Honest Prague Guide s názvem „Prague’s worst tourist trap“ zaznamenal víc než tři miliony přehrání a zájem zahraničních médií.
V roce 2021 jej ministr zahraničí Tomáš Petříček jmenoval Vyslancem dobré vůle.

### Chytání ruličkářů
Častým obsahem videí na youtubových kanálech Kluci z Prahy a Honest Guide je chytání takzvaných ruličkářů, což je typ podvodníků, nejčastěji z Bulharska, Polska a Rumunska, kteří směňují se zahraničními turisty, kteří nejsou obeznámeni s českou měnou, prošlé či bezcenné bankovky za eura, nejčastěji staré běloruské rubly.